# Kazumi Watanabe (tir sportif)
Kazumi Watanabe (渡辺 和三, Watanabe Kazumi), né le 30 octobre 1947 et mort le 2 août 1996, est un tireur sportif japonais, spécialiste de la fosse olympique. 
Aux Jeux olympiques d'été de 1992 à Barcelone, il remporte la médaille d'argent en inscrivant 219 points. Il participe aussi aux Jeux olympiques d'été de 1984 et aux Jeux olympiques d'été de 1988.